# Irma von Lorentz
Irma von Lorentz (geb. Anger; * 30. August 1904 in Berlin; † 1. September 2001 in Stuttgart) war eine deutsche Archäologin und Anthroposophin.
Irma Anger wuchs in Berlin auf, studierte zunächst zwei Semester Biologie in Tübingen und wechselte dann zur Klassischen Archäologie. Nach Studienjahren in Berlin, Halle (Saale) und Leipzig wurde sie 1931 in Berlin zum Dr. phil. promoviert. 1932 heiratete sie den Archäologen Friedrich von Lorentz (1902–1968), mit dem sie zusammen studiert hatte. Noch im selben Jahr zog das Ehepaar nach Köln, wo Friedrich von Lorentz als Assistent am Archäologischen Institut der Universität arbeitete.
Während der Zeit des Nationalsozialismus konnte Irma von Lorentz wegen jüdischer Vorfahren keine akademische Karriere verfolgen. Gleichwohl fand sie in Fachkreisen Anerkennung für ihre Arbeit und verfasste mehrere Artikel für die Realenzyklopädie der klassischen Altertumswissenschaft (RE). Gemeinsam mit ihrem Ehemann emigrierte sie 1937 nach England, um eine Berufsperspektive im Ausland zu erschließen. Sie fanden jedoch keine Stellung und mussten bei Ausbruch des Zweiten Weltkriegs im September 1939 nach Deutschland zurückkehren.
Nach Kriegsende arbeitete Irma von Lorentz an der Dolmetscherschule und an der Volkshochschule, wo sie Vorträge und Kurse über Kunstgeschichte hielt. Nach ihrer Ehescheidung (1953) intensivierte sie diese Tätigkeit. Ihr Forschungsschwerpunkt verlagerte sich zur Anthroposophie, wo sie deutliche kulturelle Beziehungen zu der ihr schon lange in Arbeit stehenden Astrologie fand. 1972 zog sie aus familiären Gründen nach Stuttgart, wo sie ihre Studie Sternenrhythmen in der Geschichte verfasste. Nach dem Erscheinen (1986) begann sie eine Arbeit über den Zusammenhang von Todeshoroskopen mit Sternenrhythmen, die sie jedoch nicht mehr vollenden konnte.

## Schriften (Auswahl)
- Sternenrhythmen in der Geschichte. Stuttgart 1986